# Brevet de technicien supérieur - Systèmes électroniques
Le BTS Systèmes électroniques remplace l’ancien BTS électronique (réformé en 2006). Depuis 2015, ce BTS a été remplacé par le Brevet de technicien supérieur - Systèmes numériques, option B (Electronique et Communications).
L'électronique est omniprésente dans notre quotidien. Le technicien supérieur en Systèmes Électroniques peut aussi bien intervenir dans l'automobile, l'aviation et la navigation, les télécommunications (RFID, satellites, GPS, VDI, téléphonie...), le multimédia, la robotique, les réseaux informatiques, la domotique, l'Instrumentation_(science), la mesure, le matériel médical…
Chez les constructeurs, les techniciens supérieurs participent aux tâches liées à la conception, au développement et à la production. Chez les fournisseurs et les utilisateurs, le technicien est chargé de l’installation, de l’exploitation et de la maintenance de systèmes techniques. Les techniciens supérieurs assurent aussi le service après-vente et la vente de produits techniques. Ils encadrent souvent des équipes de techniciens et font le relais avec les ingénieurs.

## Avec quel bac?
Les bacheliers STI génie électronique sont majoritaires dans cette filière. Les titulaires du bac S (SVT et Sciences de l'ingénieur) réussissent très bien dans cette section. Les titulaires de bac STI génie électrotechnique et génie mécanique tout comme les titulaires de Bac pro Systèmes électroniques numériques (SEN) s'adaptent assez facilement. Souvent les établissements proposent un accompagnement personnalisé pour les étudiants qui ne sont pas issus de section STI génie électronique.

## Formation
Elle vise à donner aux étudiants une bonne connaissance des systèmes électroniques (installation et maintenance) et la possibilité de faire du développement (bases de l'électronique, CAO, programmation de composants, instrumentation, mesures, projets).
Les étudiants font entre 4 et 8 semaines de stage en fin de première année et un projet de 120 H en 2de année.
| Horaires hebdomadaires :           | 1re année | 2de année |
| ---------------------------------- | --------- | --------- |
| Culture générale                   | 3 H       | 3 H       |
| Anglais                            | 2 H       | 2 H       |
| Économie et gestion                | 1 H       | 1 H       |
| Mathématiques                      | 4 H       | 3 H       |
| Physique (bases de l'électronique) | 10 H      | 10 H      |
| Électronique et informatique       | 11 H      | 14 H      |

## Débouchés
Les débouchés sont nombreux et variés : recherche et développement, production, intégration, qualité, qualification, installation et maintenance, achats, commerce, documentation, formation, conseil et suivi d'affaires.
Le salaire mensuel brut d'un technicien supérieur en sortie d'école est en moyenne 1 400 €/mois. Le même salaire est proposé aux titulaires de DUT puisque c'est le niveau d'études (bac + 2) qui donne la grille salariale. Pour progresser dans l'entreprise, le technicien supérieur devra faire preuve d'efficacité et de dynamisme.

Même si la polyvalence du technicien supérieur en électronique lui permet de s'adapter au marché du travail, il lui est conseillé de poursuivre ses études en se spécialisant dans l'un des secteurs d'activité du BTS SE (c'est d'ailleurs le cas de 80 % des étudiants de STS SE). Il a le choix entre une licence professionnelle (Instrumentation_(science), mécatronique, audio visuel, domotique, informatique industrielle, électronique embarquée, aéronautique...), une école d'ingénieur
en passant par une CPGE - ATS, Classe Préparatoire aux Grandes Écoles ATS ou sur concours directement. Autre possibilité: effectuer une licence (Bachelor) au Royaume-Uni.